# Enea Spennazzi
Enea Spennazzi (... – 1658) è stato un vescovo cattolico italiano.

## Biografia
Enea di Cesare Spennazzi, di famiglia senese, fu nominato vescovo di Sovana il 20 dicembre 1638 e consacrato il giorno successivo dal cardinale Alessandro Cesarini e i vescovi Tommaso Carafa e Giovanni Battista Altieri.  Effettuò la sua prima visita pastorale a partire dal 3 maggio 1639 e tenne un sinodo diocesano il 17 novembre di quell'anno. Il 23 maggio 1644 fu trasferito alla diocesi di Ferentino. Morì nel 1658.

## Genealogia episcopale
La genealogia episcopale è:
- Cardinale Guillaume d'Estouteville, O.S.B.Clun.
- Papa Sisto IV
- Papa Giulio II
- Cardinale Raffaele Sansone Riario
- Papa Leone X
- Papa Paolo III
- Cardinale Francesco Pisani
- Cardinale Alfonso Gesualdo di Conza
- Papa Clemente VIII
- Cardinale Pietro Aldobrandini
- Cardinale Laudivio Zacchia
- Cardinale Antonio Barberini, O.F.M.Cap.
- Cardinale Alessandro Cesarini
- Vescovo Enea Spennazzi